# Capela de Santo António (Armação de Pêra)
A capela de Santo António é uma pequena capela construída por volta de 1720 no interior da Fortaleza de Armação de Pêra, em Armação de Pêra, Portugal, em invocação a Santo António.